# Thérèse e Isabelle
Thérèse e Isabelle è un romanzo di Violette Leduc scritto nel 1954. È stato pubblicato per prima volta nel 1966, ma censurato, mentre la versione completa viene messa in commercio solo nell'anno 2000. Ne è stato anche tratto un film omonimo, diretto dal regista statunitense Radley Metzger nel 1968.

## Trama
All'interno d'un collegio femminile due adolescenti intraprendono una relazione lesbica, all'interno della quale ognuna fa scoprire all'altra la realtà della passione fisica. Thérèse, la narratrice in prima persona, racconta del piacere sessuale provato durante le tre notti passate strettamente abbracciata ad Isabelle.

## Storia del romanzo
Thérèse e Isabelle avrebbe dovuto essere la prima parte del romanzo Havoc, ma l'editore, timoroso delle possibili reazioni scandalizzate, aveva consigliato alla Leduc di togliere tutta questa parte. L'autrice integrerà poi alcuni passaggi in La bastarda del 1964. Gallimard ha accettato di pubblicare Thérèse e Isabelle nel 1966, in una versione assai ridotta. Solo nel 2000 è stata editata l'edizione integrale, preparata da Carlo Jansiti direttamente dalla versione originale del 1954.